# Baree, Son of Kazan (film fra 1918)
Baree, Son of Kazan er en amerikansk stumfilm fra 1918 af David Smith.

## Medvirkende
- Nell Shipman som Nepeese
- Gayne Whitman som Jim Carvel
- Al Ernest Garcia som McTaggart
- Joe Rickson som Perriot